# Liste de parcs zoologiques d'Europe

## Allemagne
- Zoo d'Aix-la-Chapelle
- Parc d'attractions et animalier d'Allensbach
- Zoo d'Augsbourg
- Jardin zoologique de Berlin-Friedrichsfelde
- Zoo de Berlin
- Zoo de Bremerhaven
- Zoo de Chemnitz
- Zoo de Cologne
- Zoo de Cottbus
- Zoo de Darmstadt
- Zoo de Dortmund
- Zoo de Dresde
- Zoo de Duisbourg
- Zoo d'Eberswalde
- Zoo d'Erfurt
- Zoo de Francfort-sur-le-Main
- ZOOM Erlebniswelt, Gelsenkirchen
- Zoo de Görlitz
- Zoo de Halle (Saale)
- Tierpark Hagenbeck Hambourg
- Zoo de Hamm
- Zoo de Hanovre
- Zoo de Heidelberg
- Zoo de Hoyerswerda
- Zoo de Karlsruhe
- Zoo de Krefeld
- Opel-Zoo, Kronberg im Taunus
- Zoo de Landau in der Pfalz
- Zoo de Leipzig
- Zoo de Magdebourg
- Zoo de Munich
- Zoo de Münster
- Zoo de Neumünster
- Zoo de Neunkirchen
- Zoo de Neuwied
- Zoo de Nordhorn
- Zoo de Nuremberg
- Zoo d'Osnabrück
- Zoo de Rheine
- Zoo de Rostock
- Zoo de Sarrebruck
- Zoo de Schwerin
- Zoo de Stralsund
- Jardin zoologique de Straubing
- Zoo de Stuttgart
- Zoo d'Ueckermünde
- Zoo de Wuppertal

## Autriche
- Zoo d'Ebbs
- Zoo de Haag
- Tierwelt Herberstein
- Alpenzoo Innsbruck
- Zoo de Linz
- Zoo de Salzbourg
- Zoo de Schönbrunn
- Zoo Schmiding, Krenglbach
- Zoo de Walding
- Zoo de Wels

## Azerbaïdjan
- Parc zoologique de Bakou

## Belgique
- Bellewaerde
- Boudewijn Seapark
- Domaine des grottes de Han
- Monde sauvage d'Aywaille
- Olmense Zoo
- Parc familial Harry Malter
- Pairi Daiza
- Planckendael
- Zoo d'Anvers
- Parc animalier de Bouillon

## Croatie
- Zoo de Split
- Zoo de Zagreb
- Zoo et aquarium de Osijek

## Danemark
- Knuthenborg, Maribo
- Ree Park, Ebeltoft
- Zoo d'Aalborg
- Zoo de Copenhague
- Zoo de Givskud
- Zoo d'Odense
- Zoo de Randers

## Espagne
- Aqualeón, Albinyana
- Jardin zoologique de Barcelone
- Loro Parque, Tenerife
- Zoo de la casa de campo, Madrid
- Zoo Alberto Durán, Jerez de la Frontera

## Finlande
- Zoo d'Helsinki

## France

### Parcs zoologiques membres de l'Association française des parcs zoologiques
Voir la liste sur le site de l'AFdPZ.
1. Parc zoologique de Fort-Mardyck Dunkerque Grand Littoral
2. Parc zoologique de Lille
3. Zoo de Maubeuge
4. Parc zoologique d'Amiens
5. Parc zoologique de Clères
6. Parc zoologique Cerza à Hermival-les-Vaux
7. Parc zoologique de la Cabosse à Jurques
8. Parc zoologique de Champrepus à Champrepus
9. Parc Zoologique du Bois de Coulange à Amnéville
10. Ménagerie du Jardin des plantes (appartient au MNHN)
11. Parc zoologique de Paris (appartient au MNHN)
12. Réserve zoologique de la Haute-Touche (appartient au MNHN)
13. Parc zoologique de Thoiry dans les Yvelines
14. Espace Rambouillet à Rambouillet
15. Zoo de la Bourbansais à Pleugueneuc
16. La montagne des singes à Kintzheim
17. Parc Floral de la Source à Orléans
18. Parc zoologique et botanique de Mulhouse
19. Zoo de La Flèche
20. ZooParc de Beauval à Saint-Aignan
21. Parc Animalier des Bois de Saint-Pierre à Smarves
22. Parc Zoologique de Doué la Fontaine
23. Zoo des Sables-d'Olonne
24. Planète Sauvage à Port Saint-Père
25. L'île aux Serpents à La Trimouille
26. Touroparc Zoo à Romanèche Thorins
27. Le Pal à Dompierre sur Besbre
28. Parc des oiseaux et réserve à Villars les Dombes
29. Jardin Zoologique de la Tête d'Or à Lyon
30. Parc du Reynou à Le Vigen
31. Parc animalier d'Auvergne à Ardes sur Couze
32. Espace de Saint-Martin-la-Plaine
33. Parc Zoologique de la Palmyre aux Mathes
34. Parc zoologique du Livradois à Champétières
35. Parc zoologique de Bordeaux Pessac
36. Parc animalier La Coccinelle à Gujan-Mestras
37. Le Jardin zoologique tropical à La Londe-les-Maures
38. Safari de Peaugres
39. Le rocher des aigles à Rocamadour
40. Parc à loups du Gévaudan à Saint-Léger-de-Peyre
41. Le Colombier Thoiry Parc à Salles-la-Source
42. Parc zoologique du Cap Ferrat à Saint-Jean-Cap-Ferrat
43. Marineland d'Antibes
44. Parc animalier de La Barben à Pélissanne
45. Parc zoologique de Montpellier
46. Parc zoologique de Plaisance-du-Touch
47. Zoo du Mont Faron à Toulon
48. Zoo d'Asson entre Pau et Lourdes
49. Jardin Exotique et Zoo de Sanary-Bandol à Sanary
50. Zoo de La Boissière-du-Doré
51. Zoo du Bassin d'Arcachon à La Teste-de-Buch
52. La Ferme aux crocodiles à Pierrelatte
53. Vallée des singes à Romagne
54. Réserve africaine de Sigean
55. Zoo d'Upie

### Parcs non-membres
1. Alligator Bay à Beauvoir
2. Bois d'Attilly
3. Citadelle de Besançon
4. Jardin zoologique de Marseille
5. Parc animalier de Gramat
6. Parc animalier de Sainte-Croix
7. Parc animalier des Pyrénées
8. Parc des Félins à Nesles
9. Réserve zoologique de Sauvage
10. Parc zoologique de Fréjus
11. Parc animalier de Courzieu
12. La Vallée des Tortues
13. parc animalier de Casteil
14. Zoo des 3 vallées

### Anciens parcs
1. Le Parc des félins d'Auneau
2. Parc zoologique de Saint-Vrain
3. Zoo de Pont-Scorff
4. Parc zoologique des Monts du Livradois d’Auvergne à Champétières (fermé en 2015)

## Hongrie
- Parc animalier et botanique municipal (Budapest).
- Jardin zoologique János-Xántus (hu) à Győr.
- Zoo de Veszprem.

## Italie
- La Torbiera, situé à Agrate Conturbia dans le Piémont
- Zoo de Milan
- Bioparco à Rome
- Zoo de Turin

## Luxembourg
- Parc Merveilleux

## Macédoine du Nord
- Zoo de Bitola
- Zoo de Skopje

## Monaco
- Zoo royal de Monaco

## Norvège
- Zoo de Bergen

## Pays-Bas
- Zoo Artis d'Amsterdam
- Zoo de singes d'Apeldoorn
- Zoo d'Arnheim
- Zoo d'Emmen
- Zoo de Rotterdam
- Zoo de Rhenen
- Zoo de Wassenaar
- Zoo de Tilburg

## Pologne
- Ogrod Zoologiczny w Poznaniu - Poznań
  - Stare ZOO
  - Nowe ZOO
- Ogrod Zoologiczny w Krakowie - Cracovie
- Ogrod Zoologiczny w Łódź - Łódź
- Miejski Ogrod Zoologiczny we Wroclawiu - Wroclaw
- Miejski Ogrod Zoologiczny we Gdansku-Oliwie - Danzig
- Miejski Ogrod Zoologiczny w Warszawie - Varsovie
- Ogrod Zoologiczny w Chorzowie - Chorzów
- Ogrod Zoologiczny w Opolu - Opole
- Ogrod Zoologiczny w Płocku - Płock
- Ogrod Zoologiczny w Toruniu - Toruń
- Ogród zoologiczny w Zamościu - Zamość

## Portugal
- Zoo de Lisbonne

## Royaume-Uni
- Cat Survival Trust
- Flamingo Land Theme Park & Zoo
- Zoo de Londres
- Zoo de Chester
- Zoo de Colchester
- Zoo d'Édimbourg
- Zoo de Belfast
- Zoo de Thrigby Hall

## Roumanie
- Zoo de Bucarest

## Serbie
- Zoo de Belgrade
- Zoo de Jagodina

## Slovaquie
- Zoo de Bojnice
- Zoo de Bratislava
- Zoo de Košice
- Zoo de Spišská Nová Ves
- Zoo de Stropkov

## Suède
- Kolmårdens Djurpark
- Zoo de Stockholm

## Suisse
- Zoo al Maglio à Magliaso
- Zoo de Bâle
- Bois du Petit-Château à La Chaux-de-Fonds
- Zoo de Crémines
- Parc zoologique Dählhölzli à Berne
- Zoo pour enfants de Knie à Rapperswil
- Zoo de la Garenne à Le Vaud
- Zoo de Goldau
- Juraparc au Mont d'Orzeires
- Parc naturel et animalier de Zurich Langenberg à Langnau am Albis
- Zoo Alpin des Marécottes
- Papiliorama à Chiètres
- Parc Seeteufel (de) à Studen (à côté de Bienne)
- Zoo de petits animaux alpins du Rinerhorn à Davos
- Zoo de Rothenburg
- Zoo de Servion
- Tropiquarium de Servion
- Walter Zoo à Gossau
- Zoo de Zurich

## République tchèque
- Zoo de Prague.

## Ukraine
- Ascania-Nova.
- Zoo de Dokoutchaïevsk.
- Zoo de Loutsk.
- Zoo Roshen de Tcherkassy.
- Zoo de Rivne.
- Zoo de Kiev.
- Zoo de Kharkiv.
- Zoo d'Odessa.
- Le zoo du parc de Yalta.
- Zoo de Kherson.
- Parc animalier Taïgan.
- Le centre scientifique et de recherche des forces armées ukrainiennes et
- Le delphinarium de Sébastopol.